# Резольвента алгебраического уравнения
Резольвента алгебраического уравнения {\displaystyle f(x)=0} степени {\displaystyle n} — это алгебраическое уравнение {\displaystyle g(y)=0} с коэффициентами, рационально зависящими от коэффициентов {\displaystyle f(x)}, такое, что знание корней этого уравнения позволяет решить исходное уравнение путём решения более простых уравнений (то есть таких, что их степень не больше {\displaystyle n}).
Также резольвентой называют само рациональное выражение {\displaystyle y=y(x_{1},x_{2},\dots ,x_{n})}, то есть зависимость корней резольвенты как уравнения {\displaystyle g(y)=0} от корней исходного уравнения.

## Резольвенты уравнений низших степеней от одной переменной
Неформально, идея получения резольвент алгебраических уравнений, согласно Лагранжу, состоит в следующем. Составим некоторое, желательно как можно более простое, алгебраическое выражение от корней исходного уравнения со следующими свойствами:
- число различных значений выражения при всевозможных перестановках корней было бы меньше степени исходного уравнения;
- элементарные симметрические многочлены от значений выражения были бы функциями элементарных симметрических многочленов от корней исходного уравнения. Тогда коэффициенты уравнения, корнями которого являются найденные значения выражения, рационально выражаются, согласно соотношениям Виета, через коэффициенты исходного уравнения;
- получившаяся система уравнений с неизвестными - корнями исходного уравнения - приводилась бы к линейной и была бы совместной.

Таким образом, последовательность действий:
1. найти соответствующее выражение от корней;
2. вычислить коэффициенты уравнения-резольвенты, корнями которого являются значения найденного выражения, через коэффициенты исходного;
3. найти корни резольвенты;
4. наконец, восстановить корни исходного уравнения по найденным корням резольвенты.

Согласно теории циклических расширений, решение в радикалах общего алгебраического уравнения возможно до его степени не выше четвёртой. Ниже приводятся примеры резольвент алгебраических уравнений второй, третей и четвёртой степени от одной переменной, и показано (без привлечения общей теории и только элементарными вычислениями), как получить сами резольвенты и на их основании общее решение соответствующих уравнений.

### Резольвента квадратного уравнения

#### Вывод по выражению для корней
Дано квадратное уравнение:
{\displaystyle ax^{2}+bx+c=0}
Найдём линейную резольвенту. Запишем простейшее нетривиальное равенство, не меняющееся при перестановке {\displaystyle x_{1}} и {\displaystyle x_{2}} местами
{\displaystyle (x_{1}-x_{2})^{2}=y_{1}}
или
{\displaystyle (x_{1}+x_{2})^{2}-4x_{1}x_{2}=y_{1}}.
Учитывая {\displaystyle x_{1}+x_{2}=-b/a}, {\displaystyle x_{1}x_{2}=c/a},
{\displaystyle (b/a)^{2}-4c/a=y_{1}},
и {\displaystyle y_{1}} будет корнем резольвенты - линейного уравнения
{\displaystyle a^{2}y_{1}-b^{2}+4ca=0\qquad \qquad \qquad \qquad (1.1)}
Решим систему
{\displaystyle {\begin{cases}(x_{1}-x_{2})^{2}=y_{1}\\x_{1}+x_{2}=-b/a\\\end{cases}}}
Выберем знак {\displaystyle +} при извлечении квадратного корня, тогда её решение
{\displaystyle {\begin{aligned}x_{1}&=({\sqrt {y_{1}}}-b/a)/2\\x_{2}&=(-{\sqrt {y_{1}}}-b/a)/2\\\end{aligned}}\qquad \qquad \qquad \qquad (1.2)}
Выбор другого знака перед корнем меняет решения местами. Отметим здесь, что замена знаков перед квадратным корнем эквивалентна вычислению комплекснозначной функции квадратный корень, всегда имеющей два (кроме аргумента, равного нулю) различных значения, например {\displaystyle \ {\sqrt {i}}_{1,2}=\left(e^{\frac {\pi i}{4}},e^{\frac {5\pi i}{4}}\right)=\left({\frac {\sqrt {2}}{2}}(1+i),-{\frac {\sqrt {2}}{2}}(1+i)\right)}.

### Резольвента кубического уравнения
Дано приведённое кубическое уравнение, обычно его записывают в виде
{\displaystyle x^{3}+3px+2q=0\quad \quad \quad \quad \quad \quad (2.1)}

#### Прямой вывод
Запишем тождество
{\displaystyle (a+b)^{3}-3ab(a+b)-a^{3}-b^{3}=0\quad \quad \quad \quad \quad \quad (2.2)}
Тогда, по построению
{\displaystyle x_{1}=a+b\quad \quad \quad \quad \quad \quad (2.3)}
будет корнем уравнения
{\displaystyle x^{3}-3abx-a^{3}-b^{3}=0\quad \quad \quad \quad \quad \quad (2.4)}
Найдём остальные корни (2.4). По следствию из теоремы Безу (2.2) делится на двучлен {\displaystyle x-(a+b)} без остатка. Поделим:
{\displaystyle x^{3}-3abx-a^{3}-b^{3}=(x-(a+b))(x^{2}+(a+b)x+a^{2}-ab+b^{2})}
и найдём корни второго сомножителя
{\displaystyle x^{2}+(a+b)x+a^{2}-ab+b^{2}=0}
с помощью резольвенты (1.1):
{\displaystyle y_{1}=(a+b)^{2}-4(a^{2}-ab+b^{2})=-3(a-b)^{2}},
и согласно (1.2)
{\displaystyle {\begin{aligned}x_{2}=\rho a+\rho ^{2}b\\x_{3}=\rho ^{2}a+\rho b\\\end{aligned}}\quad \quad \quad \quad \quad \quad (2.5)},
где {\displaystyle \rho ={\frac {-1+i{\sqrt {3}}}{2}}} — первообразный кубический корень из единицы, его свойства:
{\displaystyle \rho ^{2}={\frac {-1-i{\sqrt {3}}}{2}}}, {\displaystyle \rho ^{2}+\rho =-1}, {\displaystyle \rho ^{3}=1}, {\displaystyle (\rho ^{2})^{3}=1}, {\displaystyle \rho ^{4}=\rho \quad \quad \quad \quad \quad \quad (2.6)}.
Итак, (2.4) мы решать умеем, осталось привести (2.1) к виду (2.4). Чтобы корни у уравнений (2.1) и (2.4) совпали, у них должны быть одинаковые коэффициенты при степенях {\displaystyle x} и свободные члены. Если будут найдены {\displaystyle a} и {\displaystyle b} как выражения от {\displaystyle p} и {\displaystyle q}, то решения (2.1) также будут известны. Приравняв коэффициенты, получим систему:
{\displaystyle {\begin{cases}p=-ab\\2q=-a^{3}-b^{3}\\\end{cases}}\quad \quad \quad \quad \quad \quad (2.7)}
Возведя в куб первое уравнение (2.7), получим затем квадратное уравнение относительно {\displaystyle a^{3}} и {\displaystyle b^{3}}
{\displaystyle y^{2}+2qy-p^{3}=0\quad \quad \quad \quad \quad \qquad (2.8)},
которое и будет резольвентой для уравнения (2.1).
Её корни
{\displaystyle y_{1,2}=-q\pm {\sqrt {q^{2}+p^{3}}}}.
Возвращаясь к исходной переменной ({\displaystyle a={\sqrt[{3}]{y_{1}}}} ; {\displaystyle b={\sqrt[{3}]{y_{2}}}}), из (2.3), (2.5) находим все корни (2.1):
{\displaystyle x_{1}={\sqrt[{3}]{-q+{\sqrt {q^{2}+p^{3}}}}}+{\sqrt[{3}]{-q-{\sqrt {q^{2}+p^{3}}}}}}
{\displaystyle x_{2}=\rho {\sqrt[{3}]{-q+{\sqrt {q^{2}+p^{3}}}}}+\rho ^{2}{\sqrt[{3}]{-q-{\sqrt {q^{2}+p^{3}}}}}}
{\displaystyle x_{3}=\rho ^{2}{\sqrt[{3}]{-q+{\sqrt {q^{2}+p^{3}}}}}+\rho {\sqrt[{3}]{-q-{\sqrt {q^{2}+p^{3}}}}}}
При вычислении двух кубических корней нужно выбирать такое одно из трёх значений комплекснозначной функции кубический корень, чтобы удовлетворялось первое из соотношений (2.7). Во всех трёх решениях это выбранное для каждого корня значение должно быть одинаковым.

#### Вывод по выражению для корней
Пусть нам неизвестно о существовании резольвенты (2.8). Отыщем её по выражению для корней. Найдём выражение, принимающее два значения при {\displaystyle 3!=6} перестановках корней исходного уравнения (2.1).
Рассмотрим:
{\displaystyle \left(x_{1}+\rho x_{2}+\rho ^{2}x_{3}\right)^{3}\quad \quad \quad \quad \quad \quad (2.9)},
Из (2.6) следуют свойства выражения (2.9) под степенью:
{\displaystyle x_{1}+\rho x_{2}+\rho ^{2}x_{3}=\rho \left(x_{2}+\rho x_{3}+\rho ^{2}x_{1}\right)=\rho ^{2}\left(x_{3}+\rho x_{1}+\rho ^{2}x_{2}\right)\quad (2.10)},
и при возведении в куб все три дают одно и то же, то есть значение (2.9) не меняется при цикле {\displaystyle (123)}. Транспозиция {\displaystyle (1)(23)} даёт другое выражение, таким образом из шести возможных перестановок всего две уникальных, положим:
{\displaystyle {\begin{aligned}y_{1}=\left({\frac {x_{1}+\rho x_{2}+\rho ^{2}x_{3}}{3}}\right)^{3}\\y_{2}=\left({\frac {x_{1}+\rho x_{3}+\rho ^{2}x_{2}}{3}}\right)^{3}\end{aligned}}\quad \quad \quad \quad \quad \quad (2.11)},
где {\displaystyle {\frac {1}{3}}} - нормирующий множитель.
Вычисления сумм и произведений через коэффициенты исходного уравнения дают нам коэффициенты резольвенты (2.8):
{\displaystyle {\begin{aligned}y_{1}+y_{2}&=-2q\quad \quad \quad \quad \quad (2.12)\\y_{1}y_{2}&=-p^{3}\quad \quad \quad \quad \quad (2.13)\end{aligned}}}
Обозначим
{\displaystyle {\begin{aligned}R&=x_{1}x_{2}^{2}+x_{1}^{2}x_{3}+x_{2}x_{3}^{2}\\S&=x_{1}^{2}x_{2}+x_{1}x_{3}^{2}+x_{2}^{2}x_{3}\end{aligned}}\quad \quad \quad \quad \quad (2.14)}
Вычислим кубы (2.11), используя равенства (2.10) для первого выражения и аналогичные для второго (вместо вычисления куба перемножаем три выражения (2.10)). Получим:
{\displaystyle 27y_{1}=x_{1}^{3}+x_{2}^{3}+x_{3}^{3}+3\rho ^{2}R+3\rho S+6x_{1}x_{2}x_{3}}
{\displaystyle 27y_{2}=x_{1}^{3}+x_{2}^{3}+x_{3}^{3}+3\rho ^{2}S+3\rho R+6x_{1}x_{2}x_{3}}
В соответствии с тождествами Ньютона:
{\displaystyle {\begin{aligned}x_{1}^{3}+x_{2}^{3}+x_{3}^{3}+6x_{1}x_{2}x_{3}&=\ e_{1}^{3}-3e_{2}e_{1}+3e_{3}+6e_{3}&=\\9e_{3}&=-18q\end{aligned}}\quad \quad \quad \quad \quad (2.15)}
где {\displaystyle e_{1}=x_{1}+x_{2}+x_{3}=0}; {\displaystyle e_{2}=x_{1}x_{2}+x_{1}x_{3}+x_{2}x_{3}=3p}; {\displaystyle e_{3}=x_{1}x_{2}x_{3}=-2q}, тогда
{\displaystyle {\begin{aligned}9y_{1}&=\rho ^{2}R+\rho S-6q\\9y_{2}&=\rho ^{2}S+\rho R-6q\end{aligned}}\quad \quad \quad \quad \quad (2.16)}
Докажем равенство (2.12). Сложим (2.16) :
{\displaystyle {\begin{aligned}9(y_{1}+y_{2})&=(\rho ^{2}+\rho )R+(\rho ^{2}+\rho )S-12q\\&=-(R+S+12q)\end{aligned}}}
где использовано (2.6).
Вычислим {\displaystyle R+S}:
{\displaystyle {\begin{aligned}R+S&=x_{1}x_{2}(x_{1}+x_{2})+x_{1}x_{3}(x_{1}+x_{3})+x_{2}x_{3}(x_{2}+x_{3})\\&=(x_{1}+x_{2}+x_{3})(x_{1}x_{2}+x_{1}x_{3}+x_{2}x_{3})-3x_{1}x_{2}x_{3}\\&=e_{1}e_{2}-3e_{3}=6q\end{aligned}}}
или
{\displaystyle y_{1}+y_{2}={\frac {-(6q+12q)}{9}}=-2q}.
Вывести (2.13) несколько сложнее. Перемножим (2.16):
{\displaystyle {\begin{aligned}3^{4}y_{1}y_{2}&=(\rho ^{2}R+\rho S-6q)(\rho ^{2}S+\rho R-6q)\\&=(\rho ^{2}R+\rho S)(\rho ^{2}S+\rho R)-6q(\rho ^{2}+\rho )(R+S)+36q^{2}\\&=(\rho ^{2}+\rho )RS+R^{2}+S^{2}+6q(R+S)+36q^{2}\\&=-RS+(R+S)^{2}-2RS+6q(R+S)+36q^{2}\\&=36q^{2}+36q^{2}+36q^{2}-3RS\\&=108q^{2}-3RS\end{aligned}}}
Осталось найти {\displaystyle RS}. Из (2.14) после перемножения:
{\displaystyle RS=x_{1}x_{2}x_{3}(x_{1}^{3}+x_{2}^{3}+x_{3}^{3})+3x_{1}^{2}x_{2}^{2}x_{3}^{2}+T\quad \quad \quad \quad \quad (2.17)},
где первые слагаемые уже мы знаем, а {\displaystyle T=x_{1}^{3}x_{2}^{3}+x_{1}^{3}x_{3}^{3}+x_{2}^{3}x_{3}^{3}} вычислим отдельно:
{\displaystyle T=x_{1}^{3}x_{2}^{3}x_{3}^{3}\left({\frac {1}{x_{1}^{3}}}+{\frac {1}{x_{2}^{3}}}+{\frac {1}{x_{3}^{3}}}\right)}
Выражение в скобках - это сумма кубов корней уравнения (2.1), где произведена замена {\displaystyle x} на {\displaystyle {\frac {1}{x'}}}:
{\displaystyle 2qx'^{3}+3px'^{2}+1=0}.
Элементарные симметрические многочлены для него: {\displaystyle e_{1}'=-{\frac {3p}{2q}}}, {\displaystyle e_{2}'=0}, {\displaystyle e_{3}'=-{\frac {1}{2q}}}.
Из тождеств Ньютона
{\displaystyle x_{1}'^{3}+x_{2}'^{3}+x_{2}'^{3}=e_{1}'^{3}+3e_{3}'}
получим
{\displaystyle {\begin{aligned}T&=e_{3}^{3}(e_{1}'^{3}+3e_{3}')\\&=-8q^{3}\left(\left(-{\frac {3p}{2q}}\right)^{3}-{\frac {3}{2q}}\right)\\&=27p^{3}+12q^{2}\end{aligned}}\quad \quad \quad \quad \quad (2.18)}
Теперь (2.17) вычислено:
{\displaystyle {\begin{aligned}RS&=e_{3}\cdot 3e_{3}+3e_{3}^{2}+T\\&=12q^{2}+12q^{2}+27p^{3}+12q^{2}\\&=36q^{2}+27p^{3}\end{aligned}}}
Окончательно
{\displaystyle 3^{4}y_{1}y_{2}=108q^{2}-3(36q^{2}+27p^{3})=-3^{4}p^{3}},
и (2.13) доказано.
Далее можно решать получившуюся систему:
{\displaystyle {\begin{aligned}{\begin{cases}\left({\frac {x_{1}+\rho x_{2}+\rho ^{2}x_{3}}{3}}\right)^{3}&=y_{1}\\\left({\frac {x_{1}+\rho x_{3}+\rho ^{2}x_{2}}{3}}\right)^{3}&=y_{2}\\x_{1}+x_{2}+x_{3}&=0\end{cases}}\end{aligned}}\quad \quad \quad \quad \quad \quad (2.19)}.
Извлекая кубические корни из правых частей (2.19), имеем систему линейных уравнений:
{\displaystyle {\begin{aligned}{\begin{cases}x_{1}+\rho x_{2}+\rho ^{2}x_{3}&=3{\sqrt[{3}]{y_{1}}}\\x_{1}+\rho ^{2}x_{2}+\rho x_{3}&=3{\sqrt[{3}]{y_{2}}}\\x_{1}+x_{2}+x_{3}&=0\end{cases}}\end{aligned}}\quad \quad \quad \quad \quad \quad (2.20)}.
Складывая все 3 уравнения, из (2.6) сразу получаем корень {\displaystyle x_{1}}, затем умножая первое уравнение на {\displaystyle \rho ^{2}}, а второе на {\displaystyle \rho }, и сложим все три - получим {\displaystyle x_{2}}. После наоборот - первое на {\displaystyle \rho }, а второе на {\displaystyle \rho ^{2}} и сложим все три - получим {\displaystyle x_{3}}. Итого, все корни уравнения (2.1):
{\displaystyle {\begin{aligned}x_{1}&={\sqrt[{3}]{y_{1}}}+{\sqrt[{3}]{y_{2}}}\\x_{2}&=\rho {\sqrt[{3}]{y_{1}}}+\rho ^{2}{\sqrt[{3}]{y_{2}}}\\x_{3}&=\rho ^{2}{\sqrt[{3}]{y_{1}}}+\rho {\sqrt[{3}]{y_{2}}}\\\end{aligned}}}.
Здесь также необходимо правильно выбрать значения кубических корней. По формулам Виета легко проверяется, что
{\displaystyle 3p=x_{1}x_{2}+x_{1}x_{3}+x_{2}x_{3}=-3{\sqrt[{3}]{y_{1}}}{\sqrt[{3}]{y_{2}}}}
потому нужно выбрать такие значения, чтобы
{\displaystyle {\sqrt[{3}]{y_{1}}}{\sqrt[{3}]{y_{2}}}=-p}.
Теперь получим те же (2.11), предполагая, что резольвента (2.8) нам известна. Так как {\displaystyle a^{3}=y_{1}}, {\displaystyle b^{3}=y_{2}}, то решим систему
{\displaystyle {\begin{aligned}{\begin{cases}x_{1}&=a+b\\x_{2}&=\rho a+\rho ^{2}b\\x_{3}&=\rho ^{2}a+\rho b\\\end{cases}}\end{aligned}}}
относительно {\displaystyle a} и {\displaystyle b}. Опять сложим три уравнения, умножая второе на {\displaystyle \rho } и третье на {\displaystyle \rho ^{2}}, а затем сложим их, умножая второе на {\displaystyle \rho ^{2}} и третье на {\displaystyle \rho }. Сразу получим
{\displaystyle {\begin{aligned}b={\frac {x_{1}+\rho x_{2}+\rho ^{2}x_{3}}{3}}\\a={\frac {x_{1}+\rho ^{2}x_{2}+\rho x_{3}}{3}}\\\end{aligned}}},
то есть, фактически первые два решения (2.20); и тут же выписывается искомое выражение (2.9).

### Резольвента уравнения четвёртой степени
Пусть имеется приведённое уравнение четвёртой степени:
{\displaystyle x^{4}+ax^{2}+bx+c=0\quad \quad \quad \quad \quad \quad (3.1)}

#### Прямой вывод
Представим уравнение (3.1) в виде произведения двух квадратных трёхчленов:
{\displaystyle (x^{2}+p_{1}x+q_{1})(x^{2}+p_{2}x+q_{2})=0}
Перемножим трёхчлены и приравняем коэффициенты при одинаковых степенях {\displaystyle x} . Получим систему уравнений:
{\displaystyle {\begin{cases}p_{1}+p_{2}=0\\q_{1}+q_{2}+p_{1}p_{2}=a\\p_{1}q_{2}+p_{2}q_{1}=b\\q_{1}q_{2}=c\\\end{cases}}\quad \quad \quad \quad \quad \quad (3.2)}
Из первого уравнения (3.2) обозначим
{\displaystyle p=p_{1}=-p_{2}}
Уравнение запишется так:
{\displaystyle (x^{2}+px+q_{1})(x^{2}-px+q_{2})=0}
Используя последнее обозначение, из второго и четвёртого уравнений (3.2) получим для {\displaystyle q_{1},q_{2}} квадратное уравнение:
{\displaystyle Q^{2}-(a+p^{2})Q+c=0}
Его корни:
{\displaystyle q_{1,2}={\frac {1}{2}}\left(a+p^{2}\pm {\sqrt {(p^{2}+a)^{2}-4c}}\right)\quad \quad (3.3)}
Из третьего уравнения системы (3.2)
{\displaystyle p(q_{2}-q_{1})=b\quad \quad \quad \quad \quad \quad \quad \quad \quad \quad \quad \quad (3.4)}
Возведя последнее в квадрат и подставив в него разность {\displaystyle (q_{2}-q_{1})^{2}=(p^{2}+a)^{2}-4c} из (3.3), получим
{\displaystyle p^{2}((p^{2}+a)^{2}-4c)=b^{2}}
Обозначив {\displaystyle y=-p^{2}}, получим кубическое уравнение относительно {\displaystyle y}, которое и будет резольвентой:
{\displaystyle y^{3}-2ay^{2}+(a^{2}-4c)y+b^{2}=0\quad \quad \quad \quad \quad \quad \quad \quad \quad (3.5)}
Заметим, что последнее уравнение является резольвентой также и для исходного (3.1), в котором {\displaystyle b} заменено на {\displaystyle -b}. Кроме того, можно было бы заменять {\displaystyle y=p^{2}}, но с минусом удобнее для дальнейшего решения.

#### Вывод по выражению для корней
Получим резольвенту (3.5) по заданным соотношениям для её корней. Составим выражение
{\displaystyle (x_{1}+x_{2})(x_{3}+x_{4})}.
При всевозможных перестановках переменных {\displaystyle x_{i}} в {\displaystyle x_{j},i,j=1,2,3,4} получаем всего три разных выражения для {\displaystyle y}:
{\displaystyle y_{1}=(x_{1}+x_{2})(x_{3}+x_{4})}
{\displaystyle y_{2}=(x_{1}+x_{3})(x_{2}+x_{4})\quad \quad \quad \quad \quad \quad (3.6)}
{\displaystyle y_{3}=(x_{1}+x_{4})(x_{2}+x_{3})}
Трём значением соответствует кубическое уравнение, корнями которого они являются. Чтобы его найти, нужно вычислить коэффициенты при степенях {\displaystyle y} через коэффициенты исходного уравнения (3.1). Сосчитать их неожиданно проще, чем для резольвенты кубического уравнения:
{\displaystyle y_{1}+y_{2}+y_{3}=2a}
{\displaystyle y_{1}y_{2}+y_{2}y_{3}+y_{1}y_{3}=a^{2}-4c\quad \quad \quad \quad \quad \quad (3.7)}
{\displaystyle y_{1}y_{2}y_{3}=-b^{2}}
Первое равенство (3.7):
{\displaystyle y_{1}+y_{2}+y_{3}=2(x_{1}x_{2}+x_{1}x_{3}+x_{1}x_{4}+x_{2}x_{3}+x_{2}x_{4}+x_{3}x_{4})=2a}
Для вычисления второго перепишем (3.6) в виде:
{\displaystyle y_{1}=a-x_{1}x_{2}-x_{3}x_{4}}
{\displaystyle y_{2}=a-x_{1}x_{3}-x_{2}x_{4}}
{\displaystyle y_{3}=a-x_{1}x_{4}-x_{2}x_{3}}
Найдём {\displaystyle y_{1}y_{2}}:
{\displaystyle y_{1}y_{2}=(a-x_{1}x_{2}-x_{3}x_{4})(a-x_{1}x_{3}-x_{2}x_{4})=a^{2}-a(a-x_{1}x_{4}-x_{2}x_{3})+x_{1}^{2}x_{2}x_{3}+x_{2}^{2}x_{1}x_{4}+x_{3}^{2}x_{1}x_{4}+x_{4}^{2}x_{2}x_{3}}
Аналогично
{\displaystyle y_{1}y_{3}=a^{2}-a(a-x_{1}x_{3}-x_{2}x_{4})+x_{1}^{2}x_{2}x_{4}+x_{2}^{2}x_{1}x_{3}+x_{3}^{2}x_{2}x_{4}+x_{4}^{2}x_{1}x_{3}}
{\displaystyle y_{2}y_{3}=a^{2}-a(a-x_{1}x_{2}-x_{3}x_{4})+x_{1}^{2}x_{3}x_{4}+x_{2}^{2}x_{3}x_{4}+x_{3}^{2}x_{1}x_{2}+x_{4}^{2}x_{1}x_{2}}
Складывая последние три равенства, получим:
{\displaystyle y_{1}y_{2}+y_{2}y_{3}+y_{1}y_{3}=3a^{2}-a(y_{1}+y_{2}+y_{3})+}
{\displaystyle x_{1}(x_{1}x_{2}x_{3}+x_{1}x_{2}x_{4}+x_{1}x_{3}x_{4})+x_{2}(x_{1}x_{2}x_{4}+x_{1}x_{2}x_{3}+x_{2}x_{3}x_{4})+}
{\displaystyle x_{3}(x_{1}x_{3}x_{4}+x_{2}x_{3}x_{4}+x_{1}x_{2}x_{3})+x_{4}(x_{2}x_{3}x_{4}+x_{1}x_{3}x_{4}+x_{1}x_{2}x_{4})=}
{\displaystyle 3a^{2}-2a^{2}-x_{1}(b+x_{2}x_{3}x_{4})-x_{2}(b+x_{1}x_{3}x_{4})-x_{3}(b+x_{1}x_{2}x_{4})-x_{4}(b+x_{1}x_{2}x_{3})=}
{\displaystyle a^{2}-b(x_{1}+x_{2}+x_{3}+x_{4})-4x_{1}x_{2}x_{3}x_{4}=a^{2}-4c}
И третье равенство (3.7):
{\displaystyle y_{1}y_{2}y_{3}=(x_{1}+x_{2})(x_{3}+x_{4})(x_{1}+x_{3})(x_{2}+x_{4})(x_{1}+x_{4})(x_{2}+x_{3})=}
{\displaystyle -(x_{1}+x_{2})^{2}(x_{2}+x_{4})^{2}(x_{2}+x_{3})^{2}=}
{\displaystyle -((x_{1}x_{2}+x_{2}^{2}+x_{1}x_{4}+x_{2}x_{4})(x_{2}+x_{3}))^{2}=}
{\displaystyle -(x_{2}^{2}x_{1}+x_{2}^{3}+x_{2}^{2}x_{3}+x_{2}^{2}x_{4}+x_{1}x_{2}x_{3}+x_{1}x_{2}x_{4}+x_{1}x_{3}x_{4}+x_{2}x_{3}x_{4})^{2}=}
{\displaystyle -(x_{2}^{2}(x_{1}+x_{2}+x_{3}+x_{4})-b)^{2}=-b^{2}}.
В вычислениях использовано тождество {\displaystyle x_{1}+x_{2}+x_{3}+x_{4}=0}.

#### Дальнейшее решение
Далее можно действовать двумя способами:

##### Первый способ
Три корня кубического уравнения (3.5) соответствуют трем наборам чисел {\displaystyle p,q_{1},q_{2}}, которые получаются, если, тремя способами переставляя 4 корня исходного уравнения (3.1), представить его в виде произведения двух квадратных трёхчленов. Поэтому при решении резольвенты (3.5) достаточно выбрать один из корней {\displaystyle y}, при другом выборе корня соответствующие 4 решения уравнения (3.1) будут перестановками решений полученного.
Решив резольвенту (например, по формуле Кардано), выберем любой корень, пусть {\displaystyle y_{1}}.
Теперь нужно вернуться к {\displaystyle p=\pm {\sqrt {-y_{1}}}} , выбрав любой знак перед квадратным корнем, а затем найти {\displaystyle q_{1},q_{2}} , выбрав такие знаки перед корнями у решений (3.3), чтобы удовлетворялось равенство (3.4). После не составляет труда найти 4 корня двух трёхчленов. Окончательно:
{\displaystyle x_{1},_{2}=(-p\pm {\sqrt {p^{2}-4q_{1}}})/2}
{\displaystyle x_{3},_{4}=(p\pm {\sqrt {p^{2}-4q_{2}}})/2},
где {\displaystyle p} соответствует {\displaystyle q_{1}} (первый трехчлен), а {\displaystyle -p} соответствует {\displaystyle q_{2}} (второй трехчлен).

##### Второй способ
При решении требуются все 3 корня резольвенты (3.5), пусть они найдены.
Выберем соответствие корня резольвенты {\displaystyle y_{1}} корням {\displaystyle x_{1},x_{2}} первого трёхчлена и {\displaystyle x_{3},x_{4}} второго. Аналогично {\displaystyle y_{2}} корням {\displaystyle x_{1},x_{3}} первого трёхчлена и {\displaystyle x_{2},x_{4}} второго; {\displaystyle y_{3}} корням {\displaystyle x_{1},x_{4}} первого трёхчлена и {\displaystyle x_{2},x_{3}} второго.
Тогда для {\displaystyle y_{1}} имеет место:
{\displaystyle -p^{2}=y_{1}}
По формулам Виета для первого и второго трехчленов соответственно:
{\displaystyle -p=x_{1}+x_{2}}, {\displaystyle p=x_{3}+x_{4}},
тогда
{\displaystyle y_{1}=-p^{2}=(x_{1}+x_{2})(x_{3}+x_{4})}.
Проделав то же самое для корней {\displaystyle y_{2},y_{3}} (для каждого будет своё {\displaystyle p} ), снова получим систему (3.6).
Уравнение (соотношение Виета для коэффициента исходного уравнения при {\displaystyle x^{3}} )
{\displaystyle x_{1}+x_{2}+x_{3}+x_{4}=0\quad \quad \quad \quad \quad \quad \quad \quad \quad (3.8)}
замыкает систему (3.6). Подстановка из (3.8) в три уравнения (3.6) сразу приводит к системе
{\displaystyle {\begin{cases}{\begin{aligned}&(x_{3}+x_{4})^{2}=-y_{1}\\&(x_{2}+x_{4})^{2}=-y_{2}\\&(x_{2}+x_{3})^{2}=-y_{3}\\&x_{1}+x_{2}+x_{3}+x_{4}=0\\\end{aligned}}\end{cases}}}
При её решении возникает трудность при выборе знака при извлечении квадратного корня. Можно было бы проверить знак равенства
{\displaystyle p{\sqrt {(p^{2}+a)^{2}-4c}}=b},
которое получалось в прямом выводе резольвенты (при возведении последнего равенства в квадрат добавились лишние корни с противоположными знаками), последовательно для {\displaystyle p=\pm {\sqrt {-y_{1}}},p=\pm {\sqrt {-y_{2}}},p=\pm {\sqrt {-y_{3}}}} , но поступим проще. Выберем любой знак при извлечении квадратного корня, например {\displaystyle -}, и запишем систему, обозначив {\displaystyle {\sqrt {-y_{1}}}=u} , {\displaystyle {\sqrt {-y_{2}}}=v}, {\displaystyle {\sqrt {-y_{3}}}=w}:
{\displaystyle {\begin{cases}{\begin{aligned}&x_{3}+x_{4}=-u\\&x_{2}+x_{4}=-v\\&x_{2}+x_{3}=-w\\&x_{1}+x_{2}+x_{3}+x_{4}=0\\\end{aligned}}\end{cases}}}
Это - система линейных уравнений; просто решается подстановкой. Её решение:
{\displaystyle {\begin{aligned}x_{1}&=(-u-v-w)/2\\x_{2}&=(-u+v+w)/2\\x_{3}&=(u-v+w)/2\\x_{4}&=(u+v-w)/2\\\end{aligned}}\quad \quad \quad \quad \quad \quad (3.9)}
Заметим, что однократная смена знака любого из слагаемых {\displaystyle u}, либо {\displaystyle v} либо {\displaystyle w} переводит решение {\displaystyle \mathbf {x} } в решение {\displaystyle -\mathbf {x} } и обратно (например, замена {\displaystyle u} на {\displaystyle -u} переводит {\displaystyle (x_{1},x_{2},x_{3},x_{4})} в {\displaystyle (-x_{2},-x_{1},-x_{4},-x_{3})}). Поэтому, если выбор знаков окажется неверен, то достаточно сменить знак у любого одного слагаемого в решении, и оно станет верным.
По соотношениям корней {\displaystyle x_{i}} с коэффициентами резольвенты нельзя сказать о верном выборе знака, так как она является резольвентой двух уравнений. Значит,
надо искать соотношение между корнями и коэффициентами исходного, и в нём должен участвовать коэффициент {\displaystyle b}. Запишем соотношение Виета для него:
{\displaystyle x_{1}x_{2}x_{3}+x_{1}x_{2}x_{4}+x_{1}x_{3}x_{4}+x_{2}x_{3}x_{4}=-b}
Подставив сюда выражения (3.9), получим
{\displaystyle uvw=b\quad \quad \quad \quad \quad \quad (3.10)},
Из (3.8) и (3.9)
{\displaystyle {\begin{aligned}b&=-(x_{1}x_{2}(x_{3}+x_{4})+(x_{1}+x_{2})x_{3}x_{4})\\&=u(x_{3}x_{4}-x_{1}x_{2})\\&={\frac {u}{4}}\left(u^{2}-(v-w)^{2}-(u^{2}-(v+w)^{2})\right)\\&={\frac {u}{4}}\left(u^{2}-v^{2}+2vw-w^{2}-u^{2}+v^{2}+w^{2}+2vw\right)\\&=4uvw/4=uvw\end{aligned}}}
что означает проверку
{\displaystyle {\sqrt {-y_{1}}}{\sqrt {-y_{2}}}{\sqrt {-y_{3}}}=b},
и если знак окажется неверным, заменим например {\displaystyle {\sqrt {-y_{1}}}} на {\displaystyle -{\sqrt {-y_{1}}}}. Для получения окончательного решения вычислим (3.9) с выбранными знаками.